# Tempio di Claudio (Colchester)

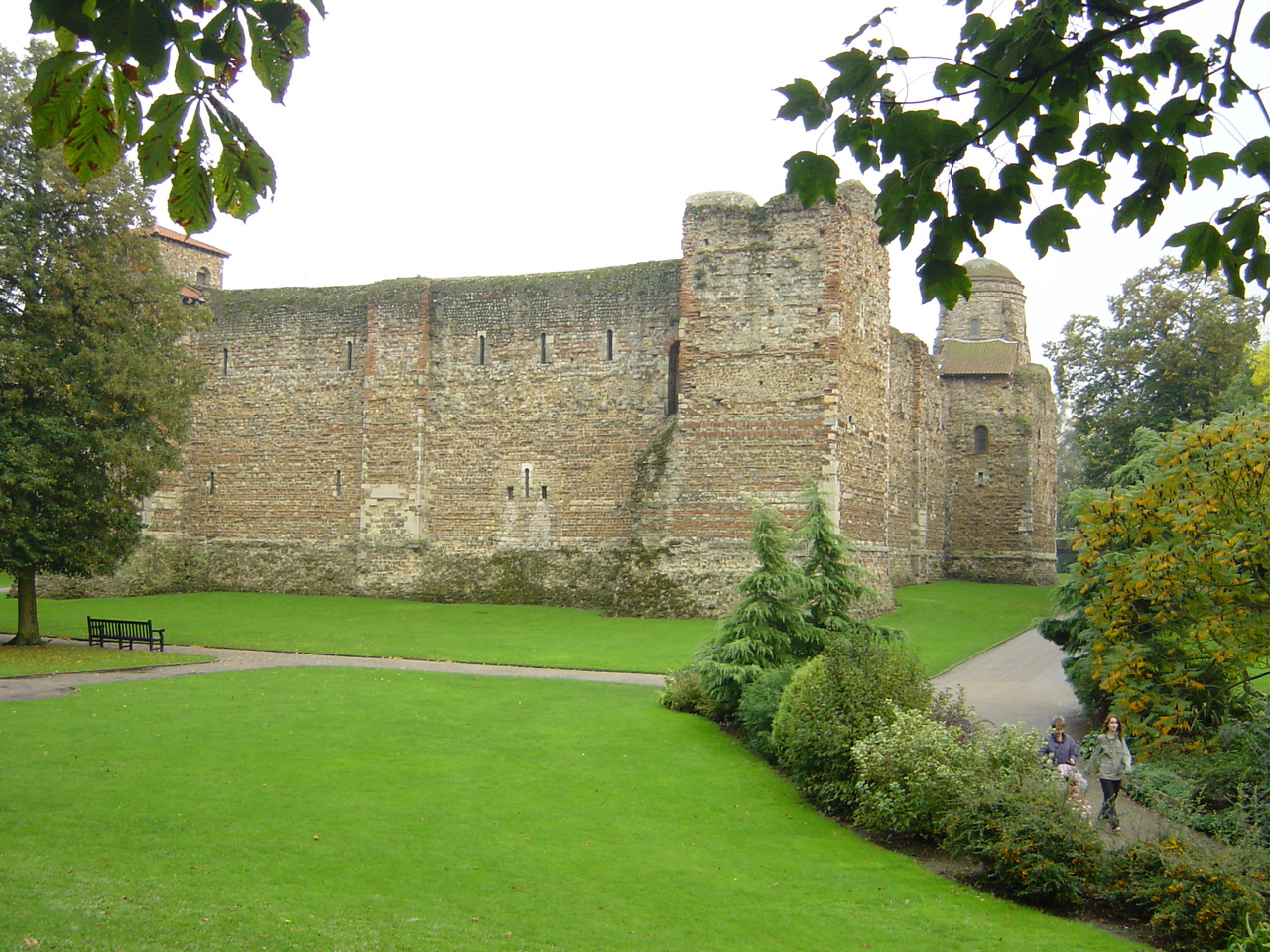
Il castello di Colchester, sorto sui resti del tempio di Claudio.

Il tempio di Claudio (Templum Claudii) o tempio del Divo Claudio (Templum Divi Claudii) era un tempio romano costruito a Camulodunum (l'odierna Colchester, prima capitale della provincia romana di Britannia, nonché fortezza legionaria) attorno al 44 d.C., poco dopo la conquista della Britannia voluta dallo stesso imperatore. 
Il castello di Colchester venne costruito sopra i resti del podio e delle fondazioni, ritenute solide, in epoca normanna. Il castello venne costruito con materiali di spoglio del tempio stesso e di altri edifici romani della città. I resti sono stati dissotterrati e sono visibili all'interno del castello.